# Classic (Qualitätsstufe)
Classic ist eine für deutsche Qualitätsweine zugelassene Bezeichnung für Weine, die nach speziellen Richtlinien vinifiziert werden. Die nächste (höhere) Stufe dieser Qualitäten ist die Bezeichnung Selection. Beide werden für sogenannte Profilweine benutzt, die sortenreine, regionaltypische Weine klassifizieren sollen.

## Besonderheiten
Die Angabe der Rebsorte bei Classic-Weinen ist verpflichtend. Nur die Weinarten Weißwein und Rotwein dürfen diese Bezeichnung verwenden. Ein Classic-Wein darf mit Ausnahme der Süßreserve nur aus Keltertrauben von gebietstypischen klassischen Rebsorten hergestellt werden. Welche Rebsorten als typisch gelten, definiert die jeweilige Landesregierung. Der zur Weinherstellung verwendete Traubenmost muss einen natürlichen Mindestalkoholgehalt von mindestens einem Volumenprozent über dem natürlichen Mindestalkoholgehalt liegen, der für das bestimmte Anbaugebiet vorgeschrieben ist, in dem die Trauben geerntet werden. Der Gesamtalkoholgehalt muss mindestens 11,5 Volumenprozent (Mosel) bzw. 12 Volumenprozent in allen anderen Weinbaugebieten betragen. Es dürfen keine Lagen, Bereiche, Gemeinde- oder Ortsteilnamen angegeben werden. Die Jahrgangsangabe ist obligatorisch. Der Restzuckergehalt darf nicht mehr als 15 Gramm je Liter betragen und dabei die Gesamtsäure um nicht mehr als das Doppelte übersteigen. Eine Geschmacksangabe ist nicht zulässig.

## Etikettierung
Das Deutsche Weininstitut hat für Classic Weine einen geschützten Schriftzug zur Verfügung gestellt.

## Zugelassene Rebsorten für Classic Weine
- Ahr: Frühburgunder, Spätburgunder und Riesling
- Baden: Weißer Burgunder, Roter Gutedel, Weißer Gutedel, Müllerrebe, Rivaner, Riesling, Grauburgunder, Silvaner und Spätburgunder
- Franken: Silvaner, Müller-Thurgau, Bacchus, Kerner, Spätburgunder, Domina, Blauer Portugieser und Dornfelder
- Hessische Bergstraße: Riesling, Weißer Burgunder, Grauburgunder, Silvaner, Rivaner und Spätburgunder
- Mittelrhein: Weißer Burgunder, Rivaner, Riesling, Grauburgunder und Spätburgunder. Zusätzlich im nordrhein-westfälischen Teil noch Gewürztraminer und Scheurebe
- Mosel: Weißer Burgunder, Roter Elbling, Weißer Elbling, Rivaner, Riesling und Grauburgunder
- Nahe: Weißer Burgunder, Rivaner, Riesling, Grauburgunder, Scheurebe, Silvaner, sowie Dornfelder, Portugieser und Spätburgunder
- Pfalz: Weißer Burgunder, Rivaner, Riesling, Grauburgunder, Dornfelder und Spätburgunder
- Rheingau: Riesling, Spätburgunder
- Rheinhessen: Weißer Burgunder, Chardonnay, Rivaner, Riesling, Grauburgunder, Silvaner, Dornfelder, Portugieser und Spätburgunder
- Saale-Unstrut: im thüringischen Teil: Kerner, Müller-Thurgau, Riesling, Silvaner, Traminer, Weißer Burgunder, Portugieser und Spätburgunder: in Sachsen-Anhalt: Grauburgunder, Riesling, Traminer, Weißburgunder und Spätburgunder
- Sachsen: Ruländer, Traminer, Weißburgunder, Riesling und Spätburgunder
- Württemberg: Kerner, Riesling, Silvaner, Blauer Limberger, Müllerrebe, Spätburgunder und Trollinger